# Mi mladi borci
Mi mladi borci (1936/37–1940/41) je bilo glasilo Zveze katoliških dijakov. List je izhajal kot tednik v Ljubljani in nosil podnaslov Stanovski tednik za slovensko dijaštvo. Prispevki v listu so bili izpod peresa predvsem članov Katoliške akcije iz študentskih vrst. Odgovorni urednik je bil Ciril Kovač. Z nastopom okupacije 1941 je prenehal izhajati.